# Царёв, Олег Анатольевич
Оле́г Анато́льевич Царёв (укр. Олег Анатолійович Царьов; род. 2 июня 1970, Днепропетровск, Днепропетровская область, Украинская ССР, СССР) — украинский пророссийский политический деятель. С 2014 года занимается предпринимательством в России, по состоянию на 2022 год — соучредитель и директор санатория им. Кирова в Ялте, а также ряда частных предприятий культуры.
Народный депутат Украины 4, 5, 6, 7 созывов, бывший заместитель главы фракции Партии регионов в Верховной раде VII созыва и бывший член этой партии (исключён в 2014 году). Являлся кандидатом на пост Президента Украины на досрочных выборах 25 мая 2014 года, но 1 мая снял свою кандидатуру. В ходе войны на Донбассе присоединился к пророссийским сепаратистам.

## Биография
Родился 2 июня 1970 года в Днепропетровске. Мать — Нина Васильевна Царёва, доцент, кандидат химических наук. Отец — Анатолий Иванович Царёв, до переезда в Тернополь работал в Днепропетровске конструктором ракетных двигателей. Когда Олегу было пять лет, родители развелись. От следующего брака отца есть сводный брат Михаил Царёв. В мае 2022 года Михаил Царёв был задержан Службой безопасности Украины по подозрению в совершении диверсии.
Часть детства Олега Анатольевича прошла в селе Катериновка Васильковского района Днепропетровской области.
В 1984 году семья Царёвых переехала в Тернополь, в связи с тем, что Нину Васильевну направили руководить кафедрой неорганической химии в новосозданном Тернопольском педагогическом институте.
В Тернополе Олег учился в школе № 10, которую окончил в 1987 году.
В 1987 году поступил в Московский инженерно-физический институт (МИФИ) на специальность автоматика и электроника физических установок. В 1992 году, после окончания МИФИ, вернулся в Днепропетровск.
С 1992 по 1993 год работал на малом предприятии «Автекс» инженером по подготовке производства. В 1993—1995 годах был директором Украинского финансового страхового общества «Доверие».
С 1995 по 2002 год занимал должности заместителя директора и директора ООО «Днепропетровский компьютерный центр», директора ООО «Кремниевая долина», заместителя директора по экономике ОАО «Днепропетровская бумажная фабрика».
На парламентских выборах 2002 года был избран народным депутатом по мажоритарному избирательному округу № 40, Днепропетровская область, самовыдвижение. За него проголосовало 30,26 % и было 11 соперников. Во время выборов: заместитель директора «Днепровский компьютерный центр», член Партии регионов. В парламенте IV созыва был председателем подкомитета по вопросам собственности, приватизации и банкротства Комитета по вопросам Экономической политики, управления народным хозяйством, собственности и инвестиций (с июня 2002 г.). Член фракции «Единая Украина» (май—июнь 2002 г.), уполномоченный представитель фракции «Регионы Украины» (июнь 2002 — сентябрь 2005 гг.).
С февраля 2005 по 2010 год — председатель Днепропетровской областной организации Партии регионов. С 2011 года — председатель Антифашистского форума Украины. С мая 2012 по январь 2014 года — советник Премьер-министра Украины Николая Азарова.
В предыдущих созывах Верховной рады Украины: член фракции Партии регионов (с ноября 2007 г.). Член Комитета по вопросам налоговой и таможенной политики (с декабря 2007 г.); Народный депутат Украины 6-го созыва с ноября 2007 года от Партии регионов. № 114 в списке. Во время выборов: народный депутат Украины, член ПР, член комитета по вопросам прав человека, национальных меньшинств и межнациональных отношений (с июля 2006 г.), член фракции Партии регионов (с июня 2006 г.).
7 апреля 2014 года исключён из состава Партии регионов.
Один из 148 депутатов Верховной рады Украины, которые подписали обращения к Сейму Республики Польша с прошением о признании Волынской резни геноцидом поляков 1942—1944 годов.
Вместе с другими депутатами в 2013 году выступил с инициативой о восстановлении памятника Петру Столыпину в Киеве.

### Евромайдан
Негативно оценивал действия организаторов Евромайдана. В ноябре 2013 года Царев потребовал уголовного расследования деятельности ведущего Госдепартаментом США программы TechCamp на Украине, поскольку, по его мнению, он занимался «подготовкой к разжиганию гражданской войны», поскольку во время обучения «инструкторы делятся своим опытом использования интернет-технологий, которые направлены на формирование общественного мнения и усиление протестного потенциала и которые использовались для организации уличных протестов в Ливии, Египте, Тунисе и Сирии».
9 декабря 2013 года направил депутатский запрос в Службу безопасности и Министерства иностранных дел Украины с требованием запретить въезд на территорию страны «организаторам и политтехнологам Евромайдана». Среди людей, перечисленных в документе: Андреас Умланд, Станислав Белковский, Тарас Кузьо, Глеб Павловский и Михаил Саакашвили.
Во время начала переговоров Президента Украины Виктора Януковича с лидерами оппозиции, он сказал, что «ни одна власть в мире не будет вести переговоры с террористами, бандитами и экстремистами», чётко обозначив свою позицию — «надо зачищать улицы, разбирать баррикады и освобождать захваченные здания».

### Президентские выборы 2014
28 марта 2014 года Царёв подал документы в Центральную избирательную комиссию Украины для регистрации кандидатом в президенты Украины. Поддержать кандидатуру Олега Царёва намерена была политическая партия «Русский блок». В съезде Партии регионов 29 марта 2014 года участия не принимал. Партия регионов как единого кандидата Олега Царёва не поддержала, отдав предпочтение Михаилу Добкину. 31 марта 2014 года Центральная избирательная комиссия зарегистрировала Царёва кандидатом в президенты Украины.
7 апреля Партия регионов на основании поданных заявлений, исключила из своего состава Царёва, Сергея Тигипко и Юрия Бойко, являвшихся кандидатами на пост президента Украины. За это решение проголосовало подавляющее большинство членов политсовета за исключением 4 человек.
15 апреля 2014 года Царёв участвовал в программе «Свобода слова» на канале ICTV, в эфире которого кандидат в президенты Украины Юлия Тимошенко сообщила о том, что её визави возле здания ждут общественные активисты, которые «намерены узнать мнение Царева относительно ситуации в восточных областях Украины». Ведущий Андрей Куликов сообщил, что у телеканала собрались представители Автомайдана и афганцы 8-й сотни Майдана.
Поездки Царёва в качестве кандидата на пост президента Украины по регионам также сопровождались провокациями в его адрес. В Николаеве его пытались избить представители Правого сектора, а в Одессе гостиницу, в которой остановился Царёв, окружили и заблокировали агрессивно настроенные люди.
29 апреля 2014 года объявил о снятии своей кандидатуры, призвав бойкотировать «выборы, которые проходят на фоне гражданской войны». Царёв не считает, что ему «надо было „сражаться до конца“».

### Российско-украинская война

#### Война на Донбассе
28 апреля Царёв вместе с участниками собственного общественного движения «Юго-Восток» в ходе автопробега прибыл в город Славянск, контролируемый пророссийскими сепаратистами, где раздал гуманитарную помощь. Царёв вносил залоги за нескольких сепаратистов Украины, обвиняемых в поджогах банкоматов Приватбанка и задержанных в результате спецоперации в Харьковской облгосадминистрации 8 апреля.
В октябре 2014 года в РФ учредил «Союз беженцев Украины», целью которого назвал возмещение материального ущерба, понесённого гражданами от действий украинской армии в ходе вооружённого конфликта на востоке страны. От данной организации было подано 7 жалоб в ЕСПЧ.

##### Российское вторжение в 2022 году
15 февраля газета «Financial Times» со ссылкой на источник в разведке США сообщила, что Царёв может возглавить «марионеточное правительство» Украины в случае вторжения России. Издание отмечает, что эти данные «поразили» представителей политических кругов России и Украины. Москва официально не комментировала новости, а сам Царёв назвал это «забавной ситуацией» и отметил, что работает директором санатория в Ялте, и его даже не зовут на российское телевидение.
Поддержал российское вторжение на Украину. Призывал сдать Кривой Рог, заявляя о присутствии под ним «Наших (российских) войск». Заявлял о своём присутствии на территории Украины с первых дней боевых действий (по его словам находился в Бородянке, хотя в выложенном им самим видео для телеканала RT стоит на фоне храма в селе Катюжанка). Заявлял о поддержке местным населением «освобождения», но позже — о «проигрыше битвы за украинские сердца».
В декабре 2022 года в комментарии The New York Times для статьи о российском вторжении на Украину заявил о провале российских планов захватить страну и выразил пожелание, чтобы боевые действия прекратились на нынешних линиях фронта. По его мнению «российская армия не понимала», что украинцы будут сопротивляться, думая, что «все будет легко».
Критиковал Минобороны РФ, за что получил угрозы от телеведущего Владимира Соловьёва.

## Уголовное преследование и санкции. Обвинения в коррупции
К середине апреля 2014 года против Царёва было возбуждено три уголовных дела за призывы к изменению территориальной целостности Украины путём её федерализации, совершению действий на изменение границ территории Украины, а также призывы к насильственному изменению и свержению конституционного строя. Затем всё было объединено в одно уголовное производство.
Генеральная прокуратура Украины внесла представление в Верховную раду о привлечении народного депутата Царёва к уголовной ответственности и задержании его для избрания меры пресечения. 3 июня Верховная рада голосами 235 парламентариев при необходимом минимуме в 226 лишила Царёва депутатской неприкосновенности, и дала согласие на его арест. В этот момент Царёв находился в Крыму, по собственным словам он намеревается продолжить борьбу с украинской властью.
В тот же день заместитель главы государственной администрации Днепропетровской области Борис Филатов сообщил в Facebook о том, что штаб национальной защиты Днепропетровской области объявил вознаграждение в 500 000 долларов США за доставку Царёва правоохранительным органам Украины.
12 июня и. о. генпрокурора Украины Олег Махницкий сообщил, что его ведомство объявило Царёва в розыск, которым займётся МВД Украины.
4 июля 2014 года глава СБУ Валентин Наливайченко сообщил о том, что Царёв принимал участие в совещаниях относительно совершения терактов на территории Украины, а также вместе с советником президента РФ Владимира Путина планировал военную агрессию на территории Крыма. СБУ планирует допросить Царёва на предмет преступных связей с Сергеем Аксёновым, ставшим главой Крыма в ходе аннексии Крыма Россией.
22 октября 2014 года министр образования Украины Сергей Квит заявил об участии Царёва в коррупционных схемах, применявшихся в ведомстве. Министерство приняло решение производить учебники исключительно на отечественной бумаге, которую предприятия депутата продавали по более высокой цене и в недостаточном количестве. При этом, часть поставлявшейся для учебников бумагу предприятия Царёва закупали за рубежом и выдавали за собственную.
19 марта 2015 года начальник юридического управления Днепропетровской обладминистрации Александр Санжара сообщил о возврате в государственную собственность 400 га земель рядом с селом Степное Днепропетровского района, недалеко от трассы Днепродзержинск-Вольногорск, которые согласно Генпрокуратуре Украины незаконно обрабатывались структурами Царёва.
В марте 2022 года Генпрокуратура Украины сообщили о подозрении по двум статьям — посягательство на территориальную целостность Украины и коллаборационизм. Царёву грозило пожизненное заключение с конфискацией имущества. 3 мая Шевченковский районный суд Киева заочно приговорил Олега Царева к 12 годам лишения свободы с лишением первого ранга госслужащего и права занимать властные должности на 3 года.

### Санкции
12 мая 2014 года Царёв включён в санкционный список стран Евросоюза за участие и поддержку сепаратистских действий и политики. В мае 2014 года Федеральный департамент по экономическим вопросам, образованию и исследованиям Швейцарии опубликовал чёрный список, куда попал Царёв. 19 декабря 2014 года попал под блокирующие санкции США.
По аналогичному основанию находится под санкциями Канады, Великобритании, Украины, Австралии и Японии.

## Покушение
В ночь на 27 октября 2023 года в Олега Царёва стреляли на территории санатория Ялты, он был ранен и, по словам соратников, был отправлен в реанимацию. ФСБ подтвердила факт покушения и возбудила уголовное дело по статье «Посягательство на жизнь государственного или общественного деятеля».
31 октября ФСБ заявила о задержании координатора. По сообщению спецслужбы, житель Ялты якобы был завербован СБУ зимой и осуществлял слежку за Царёвым, подготовив тайник с оружием.

## Собственность и доходы
В декларации, поданной в 2014 году при регистрации кандидатом в Президенты Украины, Олег Царёв указал, что его совокупный доход за 2013 год составил 234 149  грн и получен исключительно в виде заработной платы. Из собственности — сам Царёв владеет двумя земельными участками общей площадью 28,5 соток, жилым домом площадью 154 м², квартирой площадью 64,5 м² и двумя автомобилями: Lexus LS600 и Toyota Camry (оба 2007 года выпуска).
Общая сумма совокупного дохода членов семьи Царёва составила в 2013 году 1 834 792 грн (зарплата — 17 149 грн, дивиденды, проценты — 100 000 грн, доход от отчуждения движимого и недвижимого имущества — 348 243 грн, доход от предпринимательской и независимой профессиональной деятельности 1 369 400 грн). У членов семьи Олега Царёва в собственности или в аренде находятся 4 земельных участка, жилой дом, шесть квартир, садовый участок, 4 небольших объекта другого недвижимого имущества, автомобиль Porsche Cayenne 2005 года выпуска и прицеп Stema.
3 июня 2014 года руководство Днепропетровской области решило поселить в доме политика беженцев из Донецкой и Луганской областей. По состоянию на начало августа, там жили 3 семьи беженцев из Донецка (15 человек).
По словам самого Царёва, к 2014 году он обладал 27 предприятиями.
С 2014 года Царёв является учредителем и директором нескольких коммерческих организаций.
Учредитель: ООО «Санаторий Кирова» (Ялта, соучредитель — жена), ООО «Феодора» (Алушта, директор мать), ООО «Сельбилляр» (Ялта, директор мать), ООО «Днепр» (Алушта, директор мать).
Директор: ООО «Санаторий Кирова» (Ялта, соучредитель жена), Частное учреждение «Музей „Усадьба княгини Н. А. Барятинской“» (Ялта), Фонд памяти семьи княгини Н. А. Барятинской «Сельбилляр» (Москва).
В 2015 году Царёв получил в аренду шесть крымских санаториев в Ялте, Алуште и Евпатории, взяв на себя обязательства по реконструкции и развитию. Минимальный предполагал окончание реконструкции в 2040 году, а пансионатам «Днепр» и «ХИИТовец» — до 2064 года. В марте 2019 года крымские власти решили продать имущество двух алуштинских пансионатов — «Днепр» и «ХИИТовец», которые в 2015 году были отданы в аренду Царёву через фирму «Сельбилляр», принадлежащую его супруге и матери. Царёв имел приоритетное право на выкуп санаториев, но по его словам в итоге Совет министров в одностороннем порядке разорвал эти договора, а иски в суд и прокуратуру ничего не дали.
Также с августа 2020 года осуществляет деятельность в качестве индивидуального предпринимателя.
Экс-учредитель: ООО «Научно-производственное предприятие Красногоровский машиностроительный завод» (Ростов-На-Дону), ООО «Торгово-промышленная компания „Багерево“» (Ялта), ООО «Агропромышленная компания „Южная“» (Ялта), Фонд памяти семьи княгини Н. А. Барятинской «Сельбилляр» (Москва), Союз охотников и рыболовов Республики Крым «Сапсан» (Багерово), ООО «Форос» (Москва).

## Семья
Жена — Лариса Анатольевна Царёва (1968), помощник директора ОАО «Днепропетровская бумажная фабрика». С ноября 2014 года — учредитель ООО «Санаторий Кирова» в Ялте.
Дети — сын Максим (род. 11 мая 1995), дочь Ольга (род. 2 октября 1999 г.), дочь Екатерина (11 октября 2003 — 15 июля 2021), сын Игорь (род. 1 апреля 2008 г.). Максим и Ольга по состоянию на 2014 год проживали и учились в Великобритании. Екатерина умерла в 2021 году от своевременно нераспознанной врачами гематомы головного мозга, о чём сообщил сам Царёв.

## Награды
- Орден «За заслуги» III степени (23 августа 2011 года) — за значительный личный вклад в становление независимости Украины, утверждение её суверенитета и международного авторитета, заслуги в государствообразующей, социально-экономической, научно-технической, культурно-образовательной деятельности, добросовестное и безупречное служение Украинскому народу[57].
- Медаль Пушкина (9 февраля 2013 года, Россия) — за большой вклад в сохранение и популяризацию русского языка и культуры за рубежом[58].
- Почётная грамота Кабинета Министров Украины (26 декабря 2003 года) — за весомый личный вклад в формирование системы эффективной и политически ответственной власти и осуществления социально-экономических реформ[59].